# Rosières-en-Haye
Rosières-en-Haye – miejscowość i gmina we Francji, w regionie Grand Est, w departamencie Meurthe i Mozela.
Według danych na rok 1990 gminę zamieszkiwało 239 osób, a gęstość zaludnienia wynosiła 22 osób/km² (wśród 2335 gmin Lotaryngii Rosières-en-Haye plasuje się na 807. miejscu pod względem liczby ludności, natomiast pod względem powierzchni na miejscu 545.).